# 遼寧工業大学
遼寧工業大学（りょうねいこうぎょうだいがく、英語: Liaoning University of Technology）は、中華人民共和国（中国）遼寧省錦州市にある国立大学。1951年に創立された。大学の略称は遼工（りょうこう）。

## 概観
遼寧工業大学は工学を主体に、理学、経済学、管理学、文学がともに発展する全日制大学。2013年国家の「中西地方大学基礎能力建設計画」に入選された重点大学である。
2014年3月まで、学校の面積は約67万平方メートル、建築面積は約36万平方メートル。省級実験模範センター4つ、各種の専門教室6.6万平方メートル、授業用のコンピューター5000台余り、実訓センター4つ、基礎実験室と専門実験室60室余り、22億円に値する教育科学研究機械5000台余りなどがある。図書情報ビルの建築面積は39000平方メートルで、文献資料は120万冊余りである。
学校には21の学部（学院、センターを含むが置かれている。一級学科の修士学位が７つ授与できる。職員数1200人、学生数18000人。本科教育を主に、修士教育、留学生教育、継続教育など重なり合った仕組みになった。
学校は学生素質の向上、実践力と創新精神の強化を重視する。「遼寧工業大学―錦州万得集団工程実践教育センター」は「国家級大学生校外実践教育基地」であり、「遼寧工業大学―錦州市市政工程本社工程実践教育センター」は「省大学生実践教育」基地である。この3年間、学生は省級以上の重大な科学コンテストにおいて、国家級賞52件、省級賞1058件を受賞した。学校は授業が厳格で、学風が濃厚である。高素質の人材を培う能力が社会に承認される。卒業生が高素質で、環境に順応する能力が強いために好かれる。ここ数年卒業生の就職率は95パーセント以上に達する。
学校の科学研究力が強い。この5年共に国家自然科学基金、「863」計画、「973」計画、国家重大支持計画を完成し、省市級各科学研究課題860件余り、省部級以上の賞20件余りを受賞した。国際三大検索に収まった学術論文は500篇に達する。
国家間の交流と協力の効果が著しい。アメリカ、ドイツ、イギリスなどの国家での大学20校以上と校間の協力関係を築いて、学校の国際影響力を拡大した。2013年、学校は国家的な資格を取って、訪中留学生が奨学金がもらえるようになる。

## 略歴
- 1951年 錦州工業専門学校が創立される。
- 1960年4月 錦州工学院に昇格する。当時の国家副主席董必武と中国科学院院長郭沫若が題名をつける。
- 1969年10月 閉校。
- 1978年4月 運営再開。初めの入学者は246人。
- 1992年6月 国家教育委員会に許可され、名称は遼寧工学院に変更する。
- 1993年 省政府が力を入れて支持する4つの大学の1つと選ばれて、修士学位が授与できるようになる。
- 1995年 中国で初めて合格だと認定される学校の１つになる。
- 2007年3月 国家教育部の許可を取って、名称は遼寧工業大学に変更する。
- 2013年 国家の「中西地方大学基礎能力建設計画」に入選された重点大学になる。

## 基礎データ

### 所在地
遼寧省錦州市古塔区士英街169号（郵便番号：121001）

### 校訓
「砺器悟道」。
「砺」：一意は砥石。『荀子•勧学』からの「金就砺則利」の「砺」と同じ意味である。一意は研ぐ、磨く。『書・費誓』からの「砺乃鋒刃」の「砺」と同じ意味である。
「器」：容器、道具。
「悟」：わかる。悟る。理解する。
「道」：一意は宇宙の根源。意味は『老子』からの「有物混成，先天地生，可以為天下母，吾不知其名，字之曰道」の道と同じ。一意は人生観、世界観。『論語•公冶長』からの「道不行，乘桴浮于海」の「道」と同じ意味である。
簡単に言うと、「砺器悟道」は「器」を磨くとともに、「道」の広大さを悟ること。もっと言えば、精一杯努力して知識技術を手にいると同時に、物事の本質、法則を探し、真理を求め、正しい世界観、人生観、価値観を立てに行くこと。

### 象徴・シンボル

#### ロゴマーク
マークの主体は漢字「辽」の抽象図形で、「辽」の下に開いた本がおくと似ている。抽象と具現、文字と図形の繋がりに学校が教育を元に重視し、真理を求め、学術に専念する思想が込めている。
マークの主体はまた漢字「工」と見える。工学が主体だという学校の特質とよさが現れる。それに筆遣いの力強さが時代の流れるとともに、工学伝統のよさを保つと同時に領域を広げようとすることを象徴している。
マーク主体の背景は弱化した大きさが違った２つの楕円形である。楕円形軌道が相互に繋がったり、交わったりして、宇宙と未来を象徴する。主体漢字と組み合ったら、方と円の比較から見ると、虚と実が備えて、理性の深さと時間の長さが現れて、協調性が明らかになることがわかる。
マークの下部は数字「1951」と書いている。学校が創立されるのは1951年だと表れる。

#### 校歌
『遼寧大学校歌』

## 組織（教学）
「学院」が日本の大学の学部にほぼ相当するものであるが、日本の「学部」とは位置付けが異なっている。妙訳がないのでそのまま記す。位置づけが異なるのは、学院は、個別の教育システムに位置づけられているためである。遼寧工業大学は、学院に相当する、各単科大学の集合体として運営がなされているためである。
- 大学院
- 机械工学及び自動化学院
- 自動車及び交通工学学院
- 材料科学及び工学学院
- 化学及び環境工学学院
- 電気工学学院
- 電子及び情報工学学院
- 管理学院
- 経済学院
- 芸術設計及び建築学院
- 土木建築工学学院
- 外国語学院
- 理学院
- 文化及びメディア学院
- ソフトウェア学院
- 新エネルギー源学院
- 国際教育学院
- 継続教育学院
- 思想政治部
- コンピューターセンター
- 体育部